# Lena Wennergren
Lena Margareta Wennergren-Juras, född Wennergren 5 mars 1947 i Karlstad, död 25 maj 2010, var en svensk balettdansare. Wennergren-Juras hörde sedan 1967 till Cullbergbaletten, där hon arbetade nära Mats Ek och slutligen blev konstnärlig ledare mellan 1995 och 2003. Hon tilldelades 2007 Carina Ari-medaljen för sina insatser för svensk danskonst.

## Filmografi
- 1975 - Trollflöjten